# Мадхва
Мадгва, Мадхва або Мадгвачар'я, Мадхвачарья, також відомий як Пурна Праґ'я, Ананда Тіртха — великий індуїстський філософ і проповідник, засновник (ачар'я) релігійно-філософської традиції Двайта або таттвавада, що є однією з центральних монотеїстичних шкіл Веданти вайшнавського канону. У самій традиції таттвавада Мадгва шанується як втілення Ваю. Таке твердження ґрунтується, в першу чергу, на змісті Баллітха-сукти «Ріґведи», а також на життєписі самого Мадхви — «Сумадхва-Віджая», складеному визнаним видатним автором даної традиції Нараяна Пандітачар'єю.
Мадхва належить більше 40 творів, з яких найбільш відомими є його коментарі до Брахма-сутра В'яси, «Бхагавад-гіти» і основним Упанішадам, коментарі до окремих частин (сукте) «Рігведи» і «Магабгараті» (останній також відомий як «Махабхарата-татпарья-нірная»), а також «Сарва-даршана-санграха» («Зібрання всіх поглядів»).

## Критика
Оскільки Двайт різко відрізняється від усіх інших релігійно-філософських систем Індії через прийнятих в ній уявлень про первинному незмінному приречення душ, ряд дослідників вбачає в даному факті ймовірність того, що ці уявлення проникли в неї з ісламу.

На думку Сарвепаллі Радхакришнана, 
|  | Всі його роботи створюють враження, що він виходить більш з пуран, ніж з «Прастханатрайі», упанишад, «Бхагавадгити» і «Брахма-сутри». Мадхва не так легко тлумачити ці авторитетні роботи в дусі своєї дуалістичної метафізики. Мадхва приходить до конфлікту з багатьма священними висловами, коли він прагне підігнати їх під дуалізм. |